# Arco de halo tangente

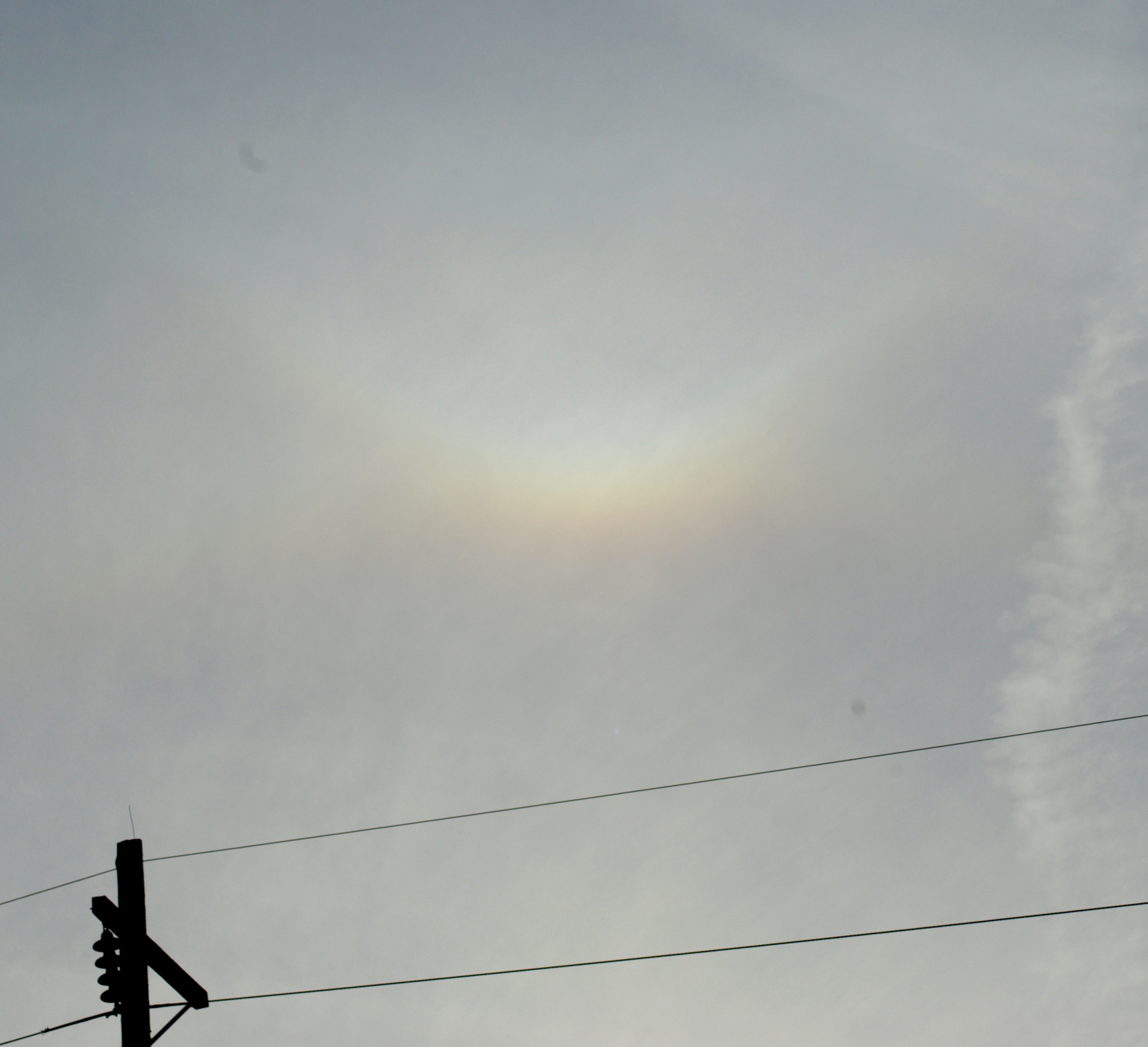
Un arco de halo tangente superior, con el sol a baja altitud.

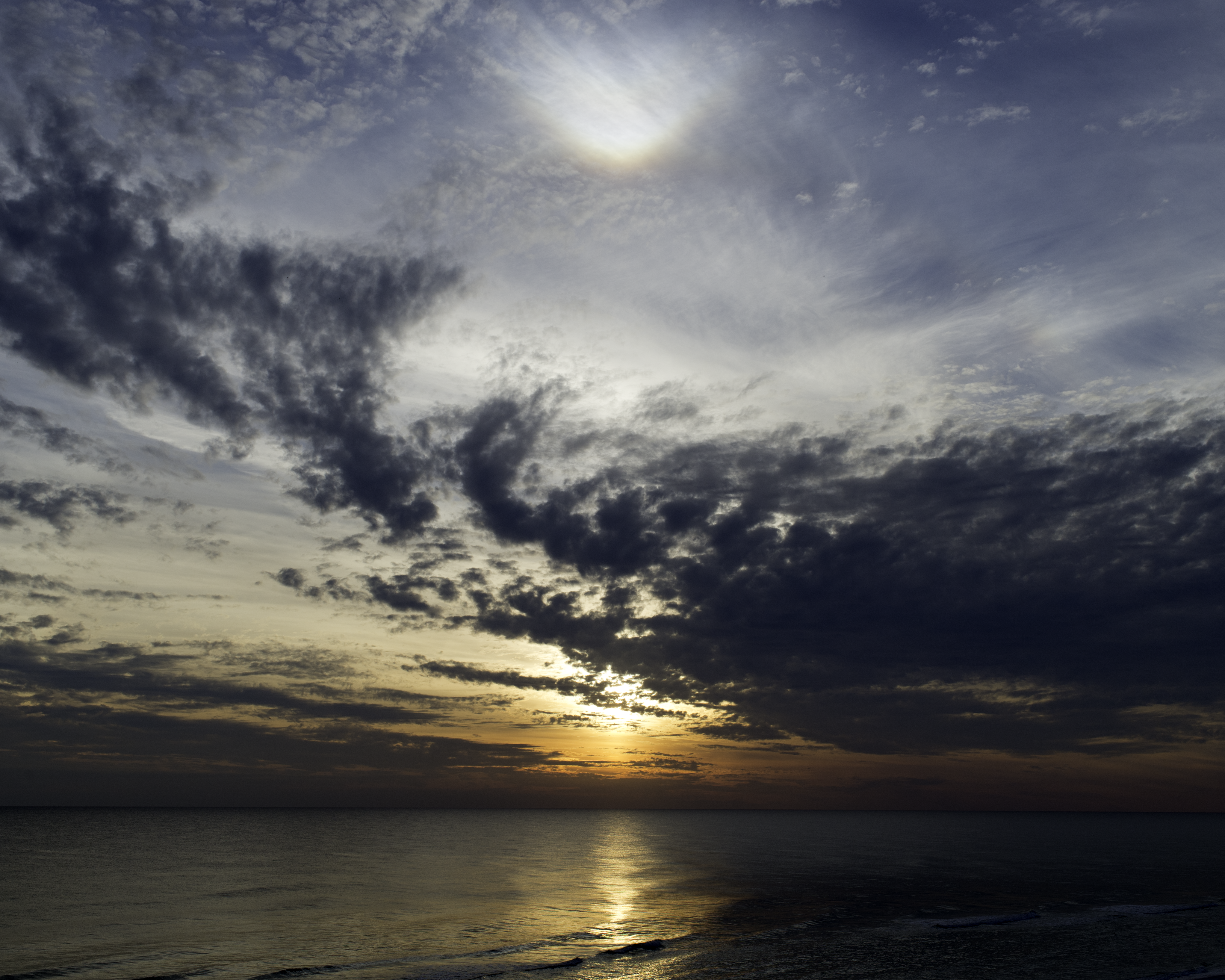
Un arco de halo tangente superior sobre la puesta de sol, en la playa de Santa Rosa (Florida), el 24 de noviembre de 2015.

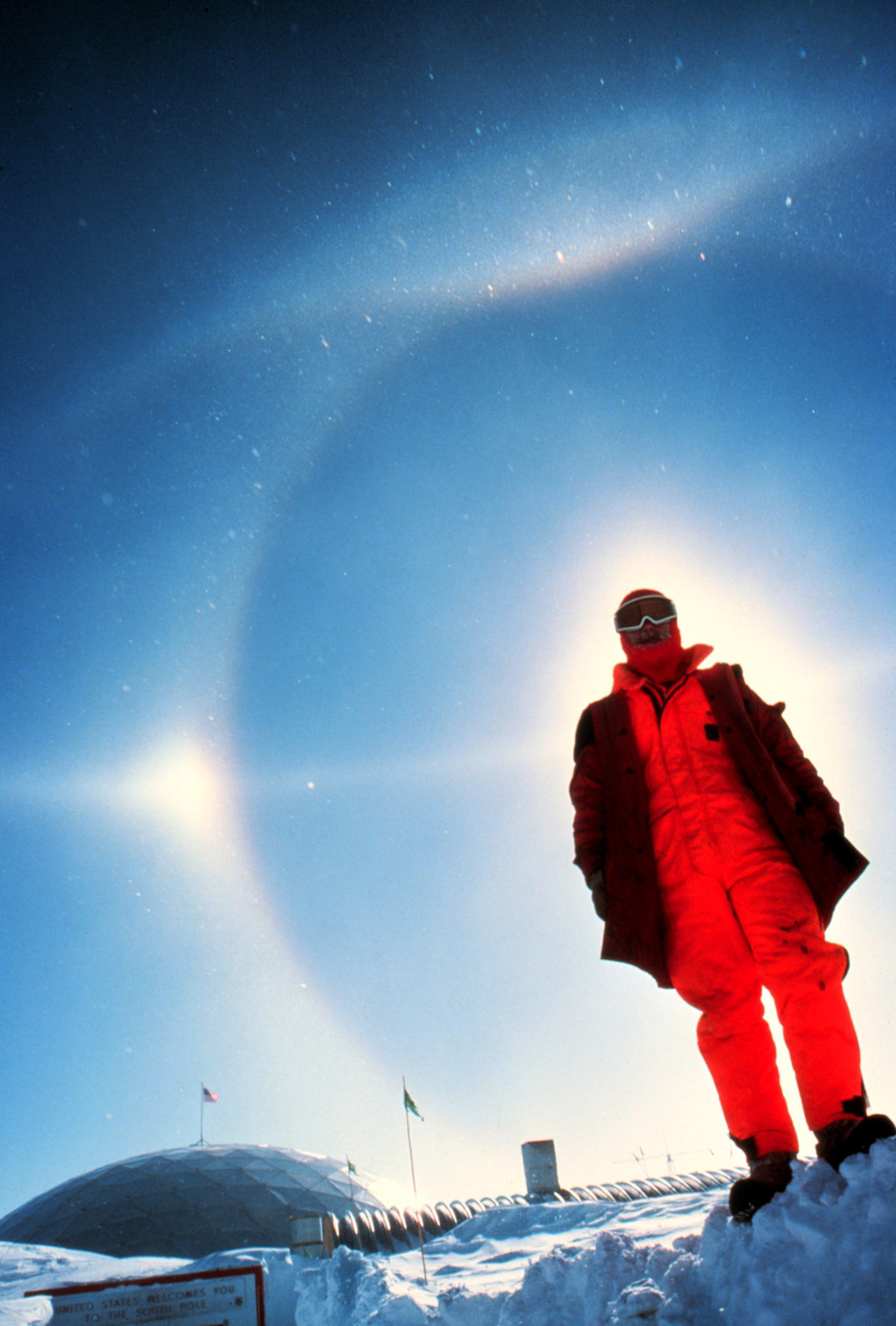
Un halo observado sobre el Polo Sur. En la foto aparecen varios fenómenos distintos: Un círculo parhélico (línea horizontal), un halo a 22° (círculo) con un parhelio (punto brillante), y un arco de halo tangente superior. (Foto: Cindy McFee, NOAA, diciembre de 1980.)

Los arcos de halo tangentes son un tipo de halos, un fenómeno óptico atmosférico que aparece por encima y por debajo del Sol o de la Luna, tangente al halo de 22°. Para que se produzcan estos arcos, es necesaria la presencia en la atmósfera de cristales de hielo en forma de prisma hexagonal, con su eje longitudinal alineado horizontalmente.

## Descripción

### Arco superior
La forma de arco superior tangente varía con la elevación del sol; mientras el sol permanece bajo (menos de 29–32°)  aparece como un arco sobre el sol que forma un ángulo agudo.  Cuando el sol está más alto sobre el horizonte, las alas curvas del arco descienden hacia el halo de 22° mientras gradualmente se van alargando.  Cuando el sol se sitúa entre los 29–32°, el arco tangente superior se une con el inferior para formar un halo completo.

### Arco inferior
El arco tangente inferior es raramente observable, apareciendo por debajo y tangente al halo de 22° centrado en el sol. Al igual que los arcos superiores tangentes, la forma de los arcos inferiores depende de la altitud del sol.  Cuando el sol desciende sobre el horizonte, el arco tangente inferior forma un ángulo agudo, con forma de alas bajo el sol.  A medida que el sol asciende sobre el horizonte, el arco primero se pliega sobre sí mismo y entonces toma la forma de un amplio arco.  Cuando el sol alcanza entre 29-32° sobre el horizonte, entonces comienza a ensancharse hasta fusionarse con el arco tangente superior para formar un halo circunscrito completo.
Dado que por las características físicas de este fenómeno, la elevación del sol sobre el horizonte debe superar los 22°, la mayoría de las observaciones son realizadas desde puntos elevados como montañas o aviones.

## Origen
Ambos fenómenos se producen cuando los cristales hexagonales de hielo en forma de aguja suspendidos en las nubes del tipo cirro tienen su eje longitudinal orientado horizontalmente.  Cada aguja puede tener su eje longitudinal orientado en una dirección horizontal diferente, y puede rotar alrededor del mismo.  Tal configuración de cristales de hielo también produce otros halos, incluyendo los halos de 22° y los parhelios; una orientación horizontal predominante es imprescindible para producir con nitidez un arco superior tangente.  Como todos los halos coloreados, los arcos tangentes varían desde el rojo cuando se observan hacia el Sol (por ejemplo, desde abajo) hasta el azul lejos de él, porque la luz roja es refractada con menos intensidad que la azul.